# Halobisium
Halobisium es un género de pseudoscorpiones de la familia Neobisiidae.  Se distribuye por Norteamérica y Asia oriental.

## Especies
Según Pseudoscorpions of the World 1.2::
- Halobisium occidentale Beier, 1931
- Halobisium orientale (Redikorzev, 1918)

## Publicación original
- Chamberlin, 1930: A synoptic classification of the false scorpions or chela-spinners, with a report on a cosmopolitan collection of the same. Part II. The Diplosphyronida (Arachnida-Chelonethida). Annals and Magazine of Natural History, ser. 10, n. 5, p.1-48 & 585-620.